# Христос
Христос (грч. χριστός []) грчка је реч која значи помазаник, онај који је помазан (миропомазање). Реч христос је дослован превод хебрејске речи машиах (хебр. מָשִׁיחַ [] — „помазаник“) која се најчешће преводи као месија.
Ова реч се понекад погрешно схвата као презиме Исуса, иако је ово у ствари звање, титула. Следбеници Исуса су постали познати као хришћани јер су веровали да је Исус био Христос, односно месија чији долазак је прорекла јеврејска света књига Танах (Стари завет). Већина Јевреја не прихвата ову тврдњу и они и даље чекају долазак обећаног Месије.
У српском језику прихваћено је двојно решење за ову реч, када се односи на Исуса Христа. Правописно су нормиране и речи Христос и, скраћено, Христ у номинативу. Ипак, у косим падежима дозвољена је само деклинација скраћеног облика, по угледу на старогрчки пример. Слична ситуација је и код осталих словенских језика, не узимајући у обзир то што је сама реч у другачијем облику (нпр. номинатив је чеш. Kristus, али се у косим падежима -us губи).
Христос је своју мисију започео позивањем својих будућих ученика, апостола. Они су били прости Галилејци, рибари и обичан свет без неког нарочитог образовања. Са друге стране, свет у којем је Христос започео мисију спасења није био наиван и прост. Било је то време које је прожимала богата грчко-римска култура. Образовање, уметност и философија нису мањкали.
Између осталих, следеће речи користе скраћен облик: 
- антихрист, а не антихристос
- хришћанство, а не христос(и)јанство
- хришћанин, а не христос(и)јанин
- христов, а не христосов